# Juan Barahona
Juan José Barahona Peña (San Salvador, 20 de septiembre de 1995), más conocido como Juan Barahona, es un futbolista salvadoreño que juega como defensa central o lateral izquierdo en el Alianza Fútbol Club de la Primera División de El Salvador. 

## Trayectoria
Inició su carrera deportiva en las inferiores del Turín FESA a partir de 2009 y se mantuvo en el equipo por cinco años. Poco tiempo después, la academia FESA vio las cualidades que poseía Barahona, y  le otorgaron una beca deportiva al jugador, al Club de Fútbol Pachuca. Finalmente, Barahona emigró hacia México, a entrenar con las juveniles de dicho equipo en 2010.
Luego por su paso en tierras aztecas, regresa a su país en 2011. Debutó oficialmente ese mismo año en su primer equipo de Segunda División de El Salvador, el cual fue el Turín FESA Fútbol Club, disputando 6 torneos con el club sumando un total de 70 partidos y anotando 11 goles. A mediados de 2014, firmó por dos años con el Santa Tecla Fútbol Club de la Primera División de El Salvador como nuevo refuerzo para el siguiente Torneo Apertura 2014. Fue presentado oficialmente el 30 de mayo en conferencia de prensa, donde utilizará la camiseta número «4». Debutó oficialmente como futbolista tecleño el 2 de agosto, en un partido de la cuarta fecha del campeonato se enfrentó contra Pasaquina, y debutando con anotación al minuto 23' en el empate 1-1 en el  Estadio Las Delicias. Un año después, el 24 de mayo de 2015 consiguió su primer título profesional y el de su equipo en el Torneo Clausura 2015.

## Selección salvadoreña
Su primer encuentro representando a Selección de fútbol de El Salvador se dio el 30 de agosto de 2014 en un amistoso contra la Selección de fútbol de República Dominicana, con victoria 2-0 de los salvadoreños. Ha sido convocado por su país a los juegos eliminatorios rumbo a Rusia 2018.

## Clubes
Actualizado al último partido jugado el 25 de mayo de 2025.
| Santa Tecla Fútbol Club · El Salvador             | 1.ª                 |                     |     |    |   |   |   |   |     |    |
| Santa Tecla Fútbol Club · El Salvador             | 1.ª                 | 2015-16             | 43  | 5  | - | - | 3 | 0 | 46  | 5  |
| Santa Tecla Fútbol Club · El Salvador             | 1.ª                 | 2016-17             | 47  | 4  | - | - | - | - | 47  | 4  |
| Santa Tecla Fútbol Club · El Salvador             | 1.ª                 | 2017-18             | 45  | 5  | - | - | 2 | 0 | 47  | 5  |
| Santa Tecla Fútbol Club · El Salvador             | 1.ª                 | 2018-19             | 35  | 7  | - | - | 2 | 0 | 37  | 7  |
| Santa Tecla Fútbol Club · El Salvador             | Total               | Total               | 170 | 21 | 0 | 0 | 7 | 0 | 177 | 21 |
| Sacramento Republic Football Club Estados Unidos  | 2.ª                 | 2019                | 21  | 0  | - | - | - | - | 21  | 0  |
| Sacramento Republic Football Club Estados Unidos  | 2.ª                 | 2020                | 4   | 0  | - | - | - | - | 4   | 0  |
| Sacramento Republic Football Club Estados Unidos  | Total               | Total               | 25  | 0  | 0 | 0 | 0 | 0 | 25  | 0  |
| Asociación Deportiva Isidro Metapán · El Salvador | 1.ª                 | 2020-21             | 25  | 4  | - | - | - | - | 25  | 4  |
| Asociación Deportiva Isidro Metapán · El Salvador | Total               | Total               | 25  | 4  | 0 | 0 | 0 | 0 | 25  | 4  |
| Santa Tecla Fútbol Club · El Salvador             | 1.ª                 | 2021                | 14  | 1  | - | - | - | - | 14  | 1  |
| Santa Tecla Fútbol Club · El Salvador             | Total               | Total               | 14  | 1  | 0 | 0 | 0 | 0 | 14  | 1  |
| Club Deportivo Platense · El Salvador             | 1.ª                 | 2022                | 20  | 3  | - | - | - | - | 20  | 3  |
| Club Deportivo Platense · El Salvador             | 1.ª                 | 2022                | 11  | 2  | - | - | 2 | 0 | 13  | 2  |
| Club Deportivo Platense · El Salvador             | Total               | Total               | 31  | 5  | 0 | 0 | 2 | 0 | 33  | 5  |
| Club Deportivo Águila · El Salvador               | 1.ª                 | 2023                | 14  | 0  | - | - | - | - | 14  | 0  |
| Club Deportivo Águila · El Salvador               | 1.ª                 | 2023                | 12  | 0  | - | - | - | - | 12  | 0  |
| Club Deportivo Águila · El Salvador               | Total               | Total               | 26  | 0  | 0 | 0 | 0 | 0 | 26  | 0  |
| Club Deportivo FAS · El Salvador                  | 1.ª                 | 2024                | 14  | 0  | - | - | - | - | 14  | 0  |
| Club Deportivo FAS · El Salvador                  | 1.ª                 | 2024                | 1   | 0  | - | - | - | - | 1   | 0  |
| Club Deportivo FAS · El Salvador                  | Total               | Total               | 15  | 0  | 0 | 0 | 0 | 0 | 15  | 0  |
| Alianza Fútbol Club · El Salvador                 | 1.ª                 | 2025                | 11  | 0  | - | - | - | - | 11  | 0  |
| Alianza Fútbol Club · El Salvador                 | 1.ª                 | 2025-26             |     |    |   |   |   |   |     |    |
| Alianza Fútbol Club · El Salvador                 | Total               | Total               | 11  | 0  | 0 | 0 | 0 | 0 | 11  | 0  |
| Total en su carrera                               | Total en su carrera | Total en su carrera | 317 | 31 | 0 | 0 | 9 | 0 | 326 | 31 |
| (2) No incluye goles en partidos amistosos.       |                     |                     |     |    |   |   |   |   |     |    |

Segunda División de El Salvador/Reservas
| Club                          | País        | Año         |
| ----------------------------- | ----------- | ----------- |
| Turín FESA Fútbol Club        | El Salvador | 2009 - 2010 |
| Club de Fútbol Pachuca Cadete | México      | 2010 - 2011 |
| Turín FESA Fútbol Club        | El Salvador | 2011 - 2014 |

### Selección nacional
| Selección                                   | Año                 | Partidos | Goles |
| ------------------------------------------- | ------------------- | -------- | ----- |
| El Salvador Sub-17                          |                     |          |       |
| 2012                                        | 4                   | 2        |       |
| El Salvador Sub-20                          |                     |          |       |
| 2015                                        | 5                   | 3        |       |
| El Salvador Sub-21                          |                     |          |       |
| 2014                                        | 2                   | 0        |       |
| Total en su carrera                         | Total en su carrera | 11       | 5     |
| El Salvador                                 |                     |          |       |
| 2014                                        | 1                   | 0        |       |
| 2015                                        | 2                   | 0        |       |
| 2016                                        | 8                   | 0        |       |
| 2017                                        | 3                   | 1        |       |
| 2018                                        | 3                   | 0        |       |
| 2019                                        | 5                   | 0        |       |
| 2020                                        | 0                   | 0        |       |
| 2021                                        | 0                   | 0        |       |
| 2022                                        | 0                   | 0        |       |
| 2023                                        | 0                   | 0        |       |
| 2024                                        | 1                   | 0        |       |
| Total en su carrera                         | Total en su carrera | 23       | 1     |
| Estadísticas hasta el 3 de febrero de 2024. |                     |          |       |

## Palmarés

### Campeonatos nacionales
| N.º | Título               | Club                    | País        | Año  |
| --- | -------------------- | ----------------------- | ----------- | ---- |
| 1   | Torneo Clausura 2015 | Santa Tecla Fútbol Club | El Salvador | 2015 |
| 2   | Torneo Apertura 2016 | Santa Tecla Fútbol Club | El Salvador | 2016 |
| 3   | Torneo Clausura 2017 | Santa Tecla Fútbol Club | El Salvador | 2017 |
| 4   | Torneo Apertura 2018 | Santa Tecla Fútbol Club | El Salvador | 2018 |
| 5   | Torneo Apertura 2023 | Club Deportivo Águila   | El Salvador | 2023 |